# Fluoruro de bismuto(V)
El Fluoruro de bismuto(V) o Pentafluoruro de bismuto es un compuesto inorgánico de fórmula BiF5 . Es un sólido blanco altamente reactivo. El compuesto es de interés para los investigadores pero no tiene un valor particular.

## Estructura
BiF5 es polimérico y consta de cadenas lineales de esquinas con puentes trans que comparten octaedros BiF6. Esta es la misma estructura que <i id="mwKQ">α</i>-UF<sub id="mwKg">5</sub>. 
|                |                     |
| Cadena (BiF5)∞ | Embalaje de cadenas |

## Preparación
BiF5 se puede preparar tratando BiF3 con F2 a 500 °C. 
BiF3 + F2 → BiF5
En una síntesis alternativa, ClF3 es el agente fluorante a 350 °C.
BiF3 + ClF3 → BiF5 + ClF

## Reacciones
El pentafluoruro de bismuto es el más reactivo de los pentafluoruros de pictógeno y es un agente fluorante extremadamente fuerte. Reacciona vigorosamente con el agua para formar ozono y difluoruro de oxígeno, y con yodo o azufre a temperatura ambiente. BiF5 fluora el queroseno (hidrocarburos) a fluorocarbonos  por encima de 50 °C y oxida UF4 a UF6 a 150 °C. A los 180 °C, el pentafluoruro de bismuto fluora Br2 a BrF3 y Cl2 a ClF. 
BiF5 también reacciona con fluoruros de metales alcalinos, MF, para formar hexafluorobismutatos, M[BiF6], que contiene el anión hexafluorobismuthate, [BiF6] -.